# Jason Rullo
Jason Rullo (ur. 17 lipca 1972 w Hackensack w stanie New Jersey) – amerykański perkusista. Jest on członkiem progresywnometalowego zespołu Symphony X z którym nagrał wszystkie płyty. W 2003 roku nagrał z amerykańską supergrupą Redemption składającą się z członków Prymary i Fates Warning płytę Redemption. Udziela lekcji gry na perkusji w Big Beat Studios w New Jersey.

## Sprzęt
Talerze
- Sabian
  - 14" HHX Stage Hats
  - 21" HHX Dry Ride
  - 16" AA Medium Thin Crash
  - 16" Paragon Crash
  - 18" Paragon Crash
  - 20" Paragon Crash
  - 17" AAXTREME Chinese
  - 19" AAXTREME Chinese
  - 8" AA Splash
  - 10" AA Splash
  - 20" AA Medium Thin Crash
  - 10" Chopper
  - 12" AA Mini Chinese

Bębny
- Tama (Starclassic Bubinga)
  - 5.5"x14" Werbel
  - 8"x8" Tom Tom
  - 8"x10" Tom Tom
  - 8"x12" Tom Tom
  - 12"x14" Floor Tom
  - 14"x16" Floor Tom
  - 14"x20" Stopa
  - Octobany (7850N4L)

Hardware
- Tama Hardware
  - Iron Cobra Rolling Glide Twin Pedal (HP900RSW)
  - Iron Cobra Lever Glide Hi-Hat Stand